# 信州諏訪みそ天丼

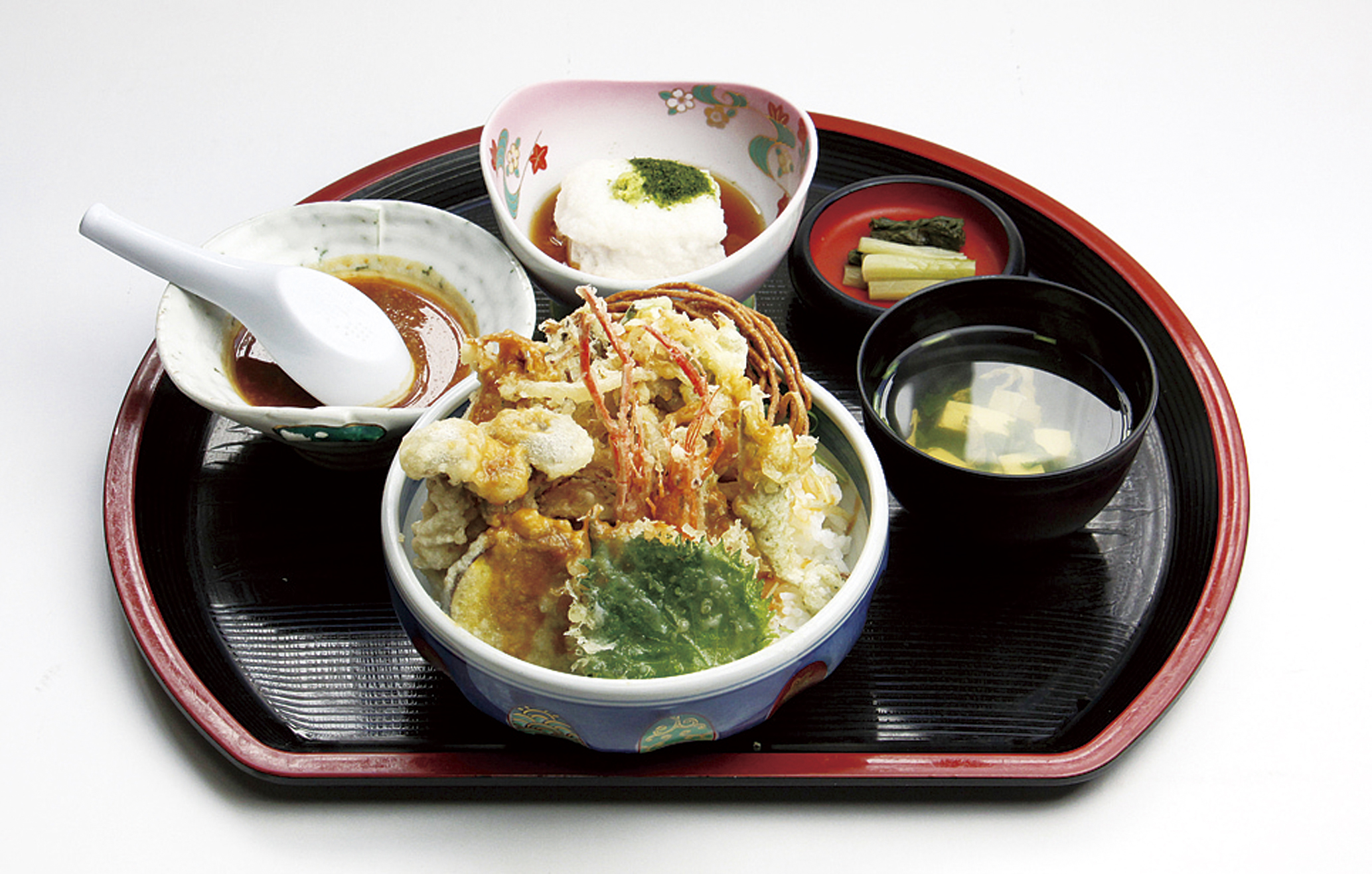
信州諏訪みそ天丼提供イメージ

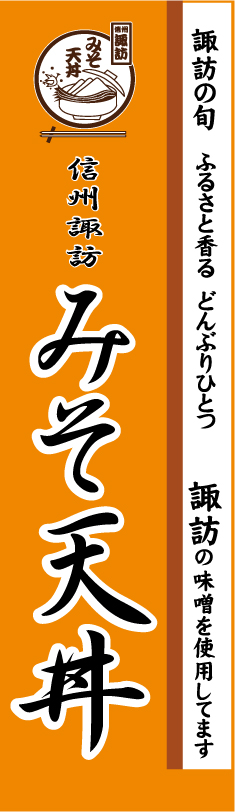
信州諏訪みそ天丼会加盟提供店舗の目印となるのぼり

信州諏訪みそ天丼（しんしゅうすわみそてんどん）は、長野県諏訪市内の飲食店を中心に提供されているご当地天丼。当初は「信州みそ天丼」の名称で、その後「信州諏訪みそ天丼」に改称された。

## 概要
具材に信州すなわち信濃国（長野県）産の食材（野菜や諏訪湖産ワカサギ、川エビなど）を一品以上と、信州味噌の有力産地で多くの味噌蔵がある諏訪地域の味噌をタレに使うことが条件である。諏訪市内店舗を主体に「信州諏訪みそ天丼会」を組織している。2018年時点の参加店は13店。
また「信州・天竜川どんぶり街道の会」に加盟。

## 歴史
2003年、諏訪市で地域おこしを主導する諏訪タウンマネージメント機関内に「食」を切り口に考える「資源開発部会」が設置され、初代部会長伊藤泰輝が「地域の人が、地域のお店にでかけるきっかけに」と発案した。2003年から2005年にかけて様々な試作やイベントなどでの試食を経て、調理担当部員であった宮坂友子がみそダレの基本レシピを考案。2004年10月19日に行われた第8回郷土料理コンクール（主催/諏訪庖友調理師会・諏訪調理師会）に出品。一般の部12作品の中から「諏訪市観光協会長賞」を受賞した。この受賞をきっかけに、諏訪TMO本部長だった宮坂良二が、市内での提供を指示。翌年2005年2月16日にみそ天丼を実際に提供する店舗を募集する説明会を実施し、18社27名が参加した。一方で、諏訪市や商工会議所首脳部は時期尚早と一部反対し、予算執行を渋った。諏訪TMOタウンマネジャーとして支援していた柿崎邦雄や事務局の長田俊雄が押し切る形で、発売日を決定。2005年3月4日に当時14店舗が参加して提供を開始した。発売当初は資金難であり、店舗に設置する昇り旗の製作費用20万円を捻出し製作。店頭に設置するパンフレットは自作した。
その後、2009年には参加店舗が主体となり、組織化することとなるにあたり、発祥である諏訪を名称に入れ、「信州諏訪みそ天丼」という名称で販売した。
- 2003（平成15）年〜 地域の新メニュー考案、試食など実施（開発期間が長く“幻”と呼ばれる）。
- 2004（平成16）年 市内郷土料理コンクールで諏訪市観光協会長賞を受賞。
- 2005（平成17）年 取扱店舗募集説明会を開催。
  - 3月4日、市内一斉販売（16店舗）1カ月で約3,600食を販売（最多1店827食）。
  - 6月、Sコンビニ地域弁当発導入メニューとして諏訪地域28店で販売（弁当売上部門で全国上位独占）。
  - 8月、食べ歩きスタンプラリーを初実施。
  - 8月、Sコンビニ販売エリアを全県338店・山梨エリア144店で販売。
  - 9月、東京駅八重洲北口レストラン街で販売（中央本線開業100周年事業）。
  - 12月、ABN「ふるさとCM大賞」へ出品。
- 2006（平成18）年
  - 3月4日、販売1周年イベント（鷺の湯）。
  - 6月、Lコンビニ。長野県、山梨県、新潟県上信越地区210店で販売。
  - 8月、Kコンビニ県内販売。県内115店。
- 2007（平成19）年 3月4日、2周年イベント実施。
- 2008（平成20）年 10月、諏訪うめえもん市出店。
- 2009（平成21）年 11月、「信州・天竜川どんぶり街道の会」へ参画。
- 2010（平成22）年 3月14日、5周年イベント開催（おぎのや）
- 2011（平成23）年 3月、「どん丼食楽祭」スタート。
- 2012（平成24）年 3月4日、7周年イベント。「みそ天丼デー」イベント企画。
- 2015（平成27）年 3月、10周年記念イベント（文化センター）
- 2016（平成28）年
  - 3月4日〜12日、市内の飲食店と連携して「姉妹都市（静岡県伊東市）食のフェア開催
  - 11月、信州伝統野菜「糸萱かぼちゃ」を食べようキャンペーン開催。

## 特徴

### 提供方法
「信州諏訪みそ天丼」としてメニュー提供する場合には、
1. 信州諏訪の味噌を使用すること
2. 信州諏訪の食材を１品以上使用すること

という条件がある。また、上記条件を満たせば姉妹品としてみそかつ丼やみそ煎餅、味噌サブレ―などの提供も可能である。名称利用などは、無料。事務局への届け出が必要としている。

### 取組み
当初開発過程の中で「地域の人に、地域のお店に来てほしい」というねらいがあったため、信州諏訪みそ天丼会としては地域外（外部向け）の積極的なプロモーション活動を行っていない。一方で、地域食材の提供方法がユニークであったため。『カミングアウトバラエティ!! 秘密のケンミンSHOW』などの全国放送に取り上げられたり、長野県の観光DCキャンペーンなどで扱われた。

### 参考
- 長谷川直子, 宮岡邦任, 元木理寿 ほか, 「地誌学的視点の一般への普及」『日本地理学会発表要旨集』 2013年 2013a巻, 2013年度日本地理学会秋季学術大会, セッションID:P019, p.100036-, doi:10.14866/ajg.2013a.0_100036